# Edificio Vicuña Mackenna 20
El Edificio Vicuña Mackenna 20 es un complejo universitario de la Universidad de Chile en construcción, ubicado cerca de la intersección de avenida Providencia con Vicuña Mackenna, en la comuna de Providencia, Santiago, Chile. Este inmueble albergará la Facultad de Gobierno, el Instituto de Estudios Avanzados en Educación, el Instituto de Estudios Internacionales, y el Centro de Extensión Artística y Cultural con sus cuerpos estables: la Orquesta Sinfónica Nacional de Chile, el Ballet Nacional Chileno, el Coro Sinfónico y la Camerata Vocal.
En el sitio del edificio se encontraba la antigua sede de la Facultad de Ciencias Químicas y Farmacéuticas, cuya fachada formará parte del ingreso a las dependencias del Centro de Extensión Artística y Cultural.
El inmueble, con ocho pisos y cinco subniveles, consiste de tres edificios interconectados por espacios interiores comunes, que convergen en un patio central. En el cuarto subterráneo se encontrará la sala de conciertos de la Orquesta Sinfónica, con una capacidad de 1200 personas.